# Inkakakadua
Inkakakadua (Cacatua leadbeateri) är en medelstor kakadua.

## Utseende
Med sin mjuktexturerade vita och laxrosa fjäderdräkt och stora, bjärt röda och gula tofs anses skär kakadua allmänt vara den vackraste av alla kakaduor. Den blir omkring 38 centimeter lång. Hannen har svarta och honan rödbruna ögon.

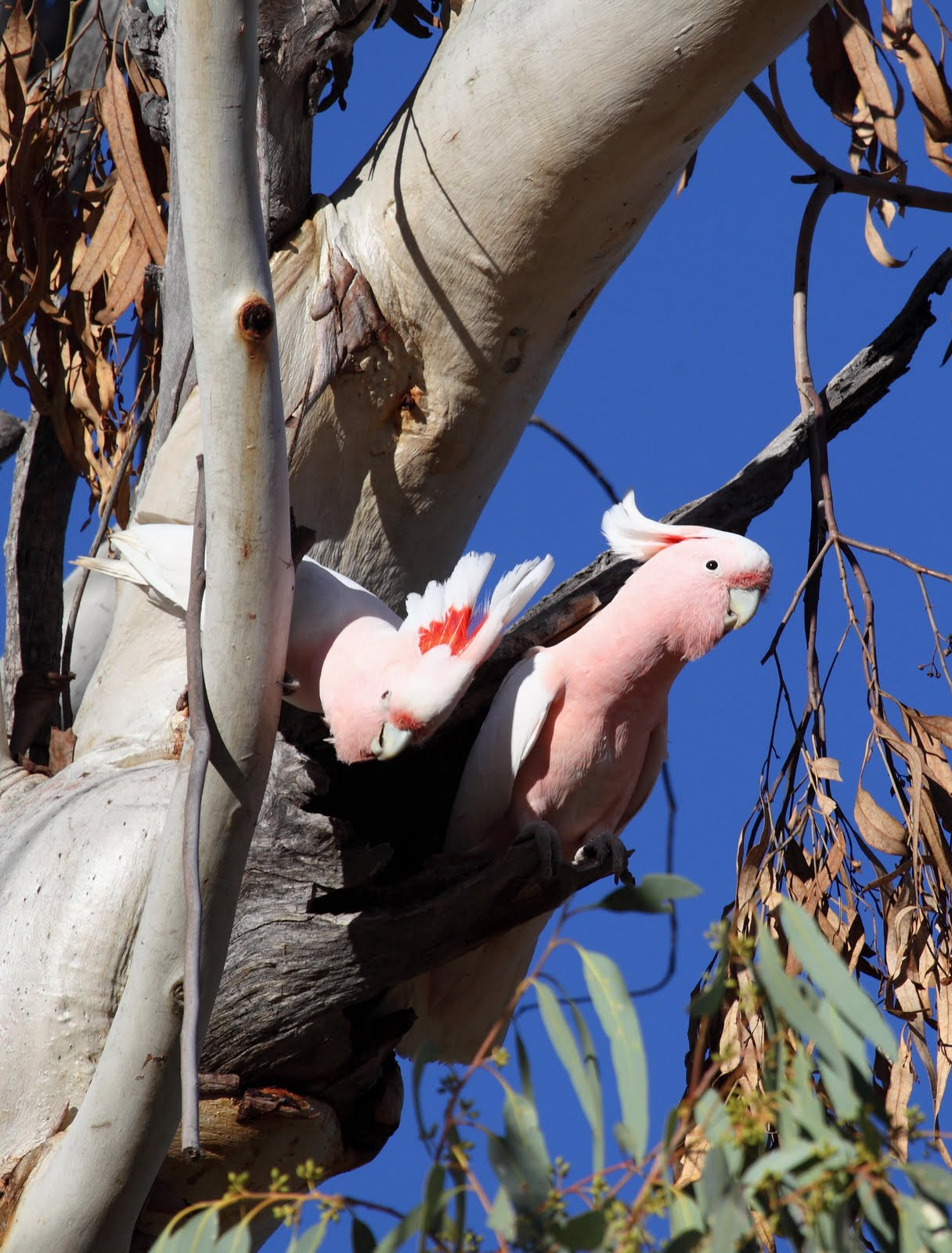

## Utbredning och systematik
Inkakakaduan finns i torra och halvtorra inlandsområden i Australien. Den delas upp i två underarter:
- mollis – förekommer i västra Australien
- leadbeateri – förekommer i centrala och östcentrala Australien

## Ekologi och hot
Till skillnad från rosenkakadua (Eolophus roseicapilla) har inkakakadua minskat i antal på grund av de förändringar som människans framfart medfört i Australiens torra inland. Medan rosenkakaduor gärna bebor röjd och delvis röjd mark, kräver inkakakadua stora skogsområden och föredrar särskilt sådana med Callitris, Allocasuarina och Eucalyptus. De placerar inte heller sina bon nära varandra och trivs därför inte i fragmenterade, delvis röjda områden, och deras utbredningsområde minskar. Den Internationella naturvårdsunionen (IUCN) placerar den dock fortfarande i kategorin livskraftig.

## Häckning och beteende
Honan lägger två till fyra ägg i september till november. Äggen ruvas av båda föräldrarna i 25 dagar. Ungarna blir flygfärdiga efter omkring 55 dagar. Fåglarna lever i flockar om upp till 1 000 djur.

## Namn
Fågelns vetenskapliga artnamn hedrar Benjamin Leadbeater (1773–1851), engelsk handlare i specimen.